# هویلونگ، هبئی
هویلونگ، هبئی (به لاتین: Huilong) یک شهرک در جمهوری خلق چین است که در شهرستان وئی واقع شده‌است. هویلونگ ۴۴ کیلومتر مربع مساحت دارد ۵۸ متر بالاتر از سطح دریا واقع شده‌است.